# Port au Choix National Historic Site of Canada
Die Port au Choix National Historic Site ist eine Gruppe archäologische Fundstätten im Norden der Insel Neufundland vor der Atlantikküste Kanadas. Dabei handelt es sich um eine paläo-indianische Grabstätte, die vor 4400 Jahren entstand und vor 3300 Jahren aufgegeben wurde, eine Paläo-Eskimo-Siedlung bei Phillip’s Garden, die auf ein Alter von etwa 1300 bis 2000 Jahren datiert werden konnte und die mehr als 50 Hausvertiefungen aufweist, womit sie eine der größten Siedlungen dieser Kultur war. Hier landeten Basken aus Frankreich, um zu fischen. Archäologen gruben ihre Siedlung an der Barbace Cove aus, einem Ort, der von 1713 bis 1783 regelmäßig von Fischfangflotten angesteuert wurde.
Der Park und die nationale historische Stätte liegen bei Port au Choix. Die nationale historische Stätte wurde am 8. Juni 1970 als solche anerkannt und der Park wurde 1984 eingerichtet. Er umfasst eine Fläche von 8,3 km². 1990 hatte die Stätte noch weniger als 9000 Besucher im Jahr, 2003 waren es bereits 14.000.

## Überreste von vier voreuropäische Kulturen
Es fanden sich Artefakte aus vier voreuropäischen Kulturen. Die ältesten Spuren konnten dem Maritime Archaic (5500 bis 3200 BP) zugewiesen werden, einer indianischen Kultur der Ostküste. Diese wurde von zwei Paläoeskimo-Kulturen abgelöst, die als Groswater Paleoeskimo und als Dorset Palaeoeskimo bezeichnet werden (2800 bis 1900 bzw. 2000 bis 1300 BP), und die ihre Wurzeln weiter im Norden hatten. Diesen nördlichen Kulturen folgten wiederum indianische, wobei hier die drei Komplexe Cow Head, Beaches und Little Passage Complex unterschieden werden. Sie umfassten zusammen die Zeit von etwa 2000 bis 800 BP mit den zeitlichen Einschnitten um 1400 und 1100 BP.
Ausgrabungen ab den 1960er Jahren brachten neben der ältesten Siedlung in der Back Arm area des Ortes, eine weitere Siedlung zutage, eine Paläo-Eskimo-Siedlung bei Point Riche, aber auch Höhlenbegräbnisstätten der Eskimo in der Gargamelle Cove und Crow Head. 
Allein in Phillip’s Garden fanden sich über 200.000 Artefakte. Alle Artefakte einschließlich der menschlichen Überreste aus der ersten Grabung befinden sich in der Archaeology Unit der Memorial University of Newfoundland. Sie werden mittlerweile in The Rooms, der neuen Anlage des Neufundland- und Labradormuseums ausgestellt. Die menschlichen Überreste in den Höhlen wurden dort belassen und nicht ausgegraben. 

## Leuchtturm
1991 kam als Federal Heritage Building ein Leuchtturm, das Point Richie Lighthouse hinzu. Er war 1871 errichtet und von der Canadian Coast Guard, also der kanadischen Küstenwache unterhalten worden. Da Neufundland zu dieser Zeit noch nicht zu Kanada gehörte, dem es sich erst 1949 anschloss, gilt das Bauwerk als Symbol der frühen Zusammenarbeit zwischen Neufundländern und kanadischen Schiffern.